# Guatteria alutacea
Guatteria alutacea là loài thực vật có hoa thuộc họ Na. Loài này được Diels mô tả khoa học đầu tiên năm 1905.